# Polo & Pan
Polo & Pan est un duo de musique électronique français, formé en 2013 par Paul Armand-Delille (alias « Polocorp ») et Alexandre Grynszpan (alias « Peter Pan »). Leur style reconnaissable est un mélange de musique électronique, de la musique tropicale et de musique du monde.

## Biographie
Le groupe débute comme un duo de DJs electro composé de « Polocorp » (Paul Armand-Delille) et « Peter Pan » (Alexandre Grynszpan), qui ont tous deux connu une carrière solo à Paris, notamment au Baron, où ils se sont rencontrés en 2012. Ils commencent à mixer des chansons ensemble avant de se mettre progressivement à la composition, et éditent en 2012 leur premier EP, Rivolta, rapidement suivi d'un second, Dorothy (Hamburger Records / Ekler'o'shock). 
En 2016, leur EP Canopée (et le single éponyme avec voix d’Armand Penicaut et de Victoria Lafaurie) rencontre un fort succès. Il est toujours produit par Raphaël Hamburger (Hamburger Records) et Matthieu Gazier (Ekler'o'shock). En 2017, ils réalisent une première collaboration avec Jacques. Le morceau est intitulé Jacquadi et le clip est réalisé par Vincent Castant. Le 19 mai, le duo sort son premier album Caravelle, dont est issu le single Cœur Croisé, accompagné d'un clip. L'album est un bon succès critique, salué entre autres par Julien Baldacchino de France Inter, Les Inrocks ou encore Modernists. 
L'été 2018 se veut prolifique pour le duo : l'album Caravelle (Deluxe), réédition de Caravelle sort le 12 juillet 2018. L'EP Mexicali est quant à lui dévoilé fin octobre. Une tournée mondiale a lieu de septembre à décembre 2018. En juillet 2019, l'album Caravelle est certifié disque d'or France et export. Le single Nanã est également certifié Or à l'export. Peu après, l'EP Gengis est dévoilé, et contient deux remixes.
En 2020, ils sortent un nouveau single intitulé Feel Good, puis un EP du même nom, contenant quatre titres. Juin 2021 marque la sortie du deuxième album, Cyclorama. Leur titre Ani Kuni, basé sur le chant Ani couni chaouani, connaît le succès en se classant 9e en France et 6e en Wallonie.
En mars 2025, ils sortent un nouvel album intitulé 22:22.

## Influences
Parmi leurs influences, ils citent Maurice Ravel, Giorgio Moroder, Air, Vladimir Cosma, Jacques, Flavien Berger, L'Impératrice, ou encore Pilooski, LCD Soundsystem.

## Discographie

### Singles
- 2013 : Rivolta
- 2014 : Dorothy
- 2015 : Plage isolée
- 2016 : Canopée
- 2016 : Nanã
- 2016 : Bakara
- 2017 : Jacquadi
- 2017 : Cœur croisé
- 2017 : Zoom Zoom
- 2017 : Mexicali
- 2017 : Aqualand
- 2018 : Arc-en-ciel
- 2019 : Gengis
- 2020 : Feel Good
- 2021 : Ani Kuni
- 2021 : Tunnel (feat. Channel Tres)
- 2021 : Les jolies choses
- 2021 : Magic
- 2022 : From a World to Another (feat. Jacques)
- 2023 : Carrossel Do Tempo (avec Abrão)
- 2023 : Charanga (avec Les Poppys & Isaac et Nora)
- 2024 : Nenuphar

### Remixes
| Titre                                           | Année | Artiste                | Album                                              | Label                                          |
| ----------------------------------------------- | ----- | ---------------------- | -------------------------------------------------- | ---------------------------------------------- |
| Boonghusa (Polo & Pan Remix)                    | 2014  | Limousine              | Boonghusa (EP)                                     | BSW Agency, EOS Records                        |
| Colombe (Polo & Pan Remix)                      | 2015  | Turzi                  | Colombe (EP)                                       | Record Makers                                  |
| Don't Sing (Polo & Pan Remix)                   | 2015  | datA feat. Benny Sings | Don't Sing                                         | EOS Records                                    |
| Chasseur d'ivoire (Polo & Pan Reprise)          | 2016  | Alain Chamfort         | Le Meilleur d'Alain Chamfort (Versions Revisitées) | PIAS                                           |
| Tecknofobia (Polo & Pan Tecknolovia Remix)      | 2016  | Dean de La Richardiere | Pleasure Island EP #1                              | ZE Records                                     |
| Already Know That (Polo & Pan Remix)            | 2016  | Fhin                   | A Crack in the Eyes (Remixes)                      | Délicieuse Records                             |
| No Madame (Polo & Pan Remix)                    | 2016  | Calypso Rose           | No Madame (Remixes) (EP)                           | Maturity Music, Stonetree Music, Because Music |
| Pluie fine (Polo & Pan Remix)                   | 2016  | Corine                 | Fille de ta région Remixée (EP)                    | Kwaidan Records, Polydor France                |
| Ça fait du bien (Polo & Pan Remix)              | 2018  | Antonin                | Ça fait 2x plus de bien                            | Antonin Bartherotte, EOS Records               |
| Everybody Wants To Be Famous (Polo & Pan Remix) | 2019  | Superorganism          |                                                    | Domino Recording Co                            |
| Hello Hello Hello (Polo & Pan Remix)            | 2020  | Remi Wolf              | We Love Dogs!                                      | Remi Wolf, Island Records (UMG Recordings)     |
| Staifia (Polo & Pan Remix)                      | 2022  | Acid Arab              | Remixed (EP)                                       | Crammed Discs, Shelter Studio                  |
| Mumia (Polo & Pan Remix)                        | 2023  | Polo & Pan & Red Axes  | Mumia (EP)                                         | Red Axes                                       |
| Le Cœur Grenadine (Polo & Pan Remix)            | 2023  | Laurent Voulzy         |                                                    | LV Productions                                 |
| Je veux mourir avec toi (Polo & Pan Remix)      | 2023  | Antonin                | Antonin (En Silence Remix)                         | EOS Records                                    |
| Young Hearts (Polo & Pan Remix)                 | 2024  | Benny Sings            |                                                    | Stones Throw Records                           |

## Distinctions
| Année | Organisateur     | Prix                                                 | Résultat   |
| ----- | ---------------- | ---------------------------------------------------- | ---------- |
| 2021  | NRJ Music Awards | Groupe / Duo francophone de l'année[réf. nécessaire] | Nomination |